# ويليام راسيل سميث
ويليام راسيل سميث (بالإنجليزية: William Russell Smith)‏ هو قاضي ومحامي وسياسي أمريكي، ولد في 27 مارس 1815 في روسلفيل في الولايات المتحدة، وتوفي في 26 فبراير 1896 في واشنطن العاصمة في الولايات المتحدة. حزبياً، نشط في الحزب الديمقراطي. وقد انتخب عضو مجلس نواب ألاباما وانتخب عضو مجلس النواب الأمريكي.